# Rudinice
Rudinice este un sat din comuna Plužine, Muntenegru. Conform datelor de la recensământul din 2003, localitatea are 87 de locuitori (la recensământul din 1991 erau 138 de locuitori).

## Demografie
În satul Rudinice locuiesc 77 de persoane adulte, iar vârsta medie a populației este de 49,8 de ani (45,7 la bărbați și 53,5 la femei). În localitate sunt 31 de gospodării, iar numărul mediu de membri în gospodărie este de 2,81.
Această localitate este populată majoritar de sârbi (conform recensământului din 2003).
|  |

| Demografie | Demografie | Demografie |
| An         | Locuitori  | Locuitori  |
| ---------- | ---------- | ---------- |
|            |            |            |
|            |            |            |
|            |            |            |
|            |            |            |
| 1948       | 320        |            |
| 1953       | 333        |            |
| 1961       | 327        |            |
| 1971       | 254        |            |
| 1981       | 162        |            |
| 1991       | 138        | 138        |
| 2003       | 88         | 87         |

| \| Componența etnică conform recensământului din 2003[2] \| Componența etnică conform recensământului din 2003[2] \| Componența etnică conform recensământului din 2003[2] \| Componența etnică conform recensământului din 2003[2] \| Componența etnică conform recensământului din 2003[2] \| \| ----------------------------------------------------- \| ----------------------------------------------------- \| ----------------------------------------------------- \| ----------------------------------------------------- \| ----------------------------------------------------- \| \| \| \| \| \| \| \| Sârbi \| Sârbi \| \| 70 \| 80,45% \| \| Muntenegreni \| Muntenegreni \| \| 16 \| 18,39% \| \| necunoscută \| necunoscută \| \| 0 \| 0% \| |              |  |    |        |
| Componența etnică conform recensământului din 2003 |              |  |    |        |
| |              |  |    |        |
| Sârbi | Sârbi        |  | 70 | 80,45% |
| Muntenegreni | Muntenegreni |  | 16 | 18,39% |
| necunoscută | necunoscută  |  | 0  | 0%     |